# Dida
Nelson de Jesus Silva zkráceně jen Dida (* 7. října 1973, Irará, Bahia, Brazílie) je bývalý brazilský fotbalový brankář a reprezentant. Na začátku kariéry v rodné zemi se stal specialistou na chytání penalt. Za brazilské kluby EC Cruzeiro a Corinthians hrál celkem devět let a získal celkem 12 trofejí. Nejcennější byli Mistrovství světa ve fotbale klubů 2000, Recopa Sudamericana 1998 a Pohár osvoboditelů 1997. Nejlepší roky v kariéře strávil v italském klubu AC Milán. Vyhrál zde celkem osm trofejí (2x LM a Superpohár UEFA, 1x ligu, domácí pohár, domácí superpohár a MSK) a byl také oceněn několikrát nejlepším brankařem, ale i známým pro svou náchylnost k chybám. V LM 2004/05 byl zasažen zapálenou světlicí během zápasu proti Interu. Patří mezi čtyři brankaře kteří odchytali více než 300 utkání za Rossoneri. Po ukončení kariéry v AC Milán v roce 2010 si od fotbalu dva roky odpočinul. V roce 2012 se vrátil do Brazílie a ještě odchytal čtyři roky za Portuguesa, Grêmio a Internacional.
Za reprezentaci odchytal za jedenáct let 91 utkání, vyhrál MS 2002, Jihoamerický pohár 1999 a 2x Konfederační pohár 1997 a 2005. Na MS 2006 se stal prvním černým brankářem od roku 1950 který nastoupil do utkání tohodle turnaje.
Považován za jeden z nejlepších brankářů své generace a byl první brazilský brankář nominován na Zlatý míč. Je také jedním z deseti hráčů, kteří vyhráli LM i Pohár osvoboditelů. Připisuje se mu zásluha za ukončení předsudků vůči černým brankářům brazilského klubového fotbalu díky jeho úspěchu v Evropě.

## Klubová kariéra
V prosinci 2013 přestoupil z brazilského klubu Grêmio do konkurenčního SC Internacional.

## Přestupy
- z EC Vitória do Cruzeiro zadarmo
- z Cruzeiro do AC Milán za 1 390 000 Euro

## Hráčská statistika
| Sezóna          | Klub                               | Liga         | Liga   | Liga | Ligové poháry | Ligové poháry | Ligové poháry | Kontinentální poháry | Kontinentální poháry | Kontinentální poháry | Celkem | Celkem |
| Sezóna          | Klub                               | Soutěž       | Zápasy | Góly | Soutěž        | Zápasy        | Góly          | Soutěž               | Zápasy               | Góly                 | Zápasy | Góly   |
| --------------- | ---------------------------------- | ------------ | ------ | ---- | ------------- | ------------- | ------------- | -------------------- | -------------------- | -------------------- | ------ | ------ |
| 1992            | EC Vitória                         | Série A      | -      | -    | -             | -             | -             | -                    | -                    | -                    | -      | -      |
| 1993            | EC Vitória                         | Série A      | 24     | 0    | -             | -             | -             | -                    | -                    | -                    | 24     | 0      |
| 1994            | Cruzeiro EC                        | Série A      | 23     | 0    | -             | -             | -             | JAP                  | 6                    | 0                    | 29     | 0      |
| 1995            | Cruzeiro EC                        | Série A      | 20     | 0    | BP            | 3             | 0             | JAP                  | 8                    | 0                    | 31     | 0      |
| 1996            | Cruzeiro EC                        | Série A      | 22     | 0    | BP            | 9             | 0             | JAP                  | ?                    | ?                    | 31     | 0      |
| 1997            | Cruzeiro EC                        | Série A      | 25     | 0    | BP            | 2             | 0             | PO+JAP+IP            | 14+6+1               | 0+0+0                | 48     | 0      |
| 1998            | Cruzeiro EC                        | Série A      | 30     | 0    | BP            | 5             | 0             | PO+JAP               | 2+12                 | 0+0                  | 49     | 0      |
| 1999            | FC Lugano                          | Super League | -      | -    | -             | -             | -             | -                    | -                    | -                    | -      | -      |
| červ.-pro. 1999 | SC Corinthians Paulista            | Série A      | 25     | 0    | -             | -             | -             | -                    | -                    | -                    | 25     | 0      |
| 2000            | SC Corinthians Paulista            | Série A      | -      | -    | -             | -             | -             | PO+MSK               | 11+4                 | 0+0                  | 15     | 0      |
| 2000/01         | AC Milán                           | Serie A      | 1      | 0    | -             | -             | -             | LM                   | 6                    | 0                    | 7      | 0      |
| zař.-pro. 2001  | SC Corinthians Paulista            | Série A      | 8      | 0    | -             | -             | -             | -                    | -                    | -                    | 8      | 0      |
| 2002            | SC Corinthians Paulista            | Série A      | -      | -    | BP            | 9             | 0             | PO+MSK               | 0+18                 | 0+0                  | 27     | 0      |
| 2002/03         | AC Milán                           | Serie A      | 30     | 0    | -             | -             | -             | LM                   | 14                   | 0                    | 44     | 0      |
| 2003/04         | AC Milán                           | Serie A      | 32     | 0    | IP+IS         | 2+0           | 0+0           | LM+ES+IP             | 9+1+1                | 0+0+0                | 45     | 0      |
| 2004/05         | AC Milán                           | Serie A      | 36     | 0    | IP+IS         | 0+1           | 0+0           | LM                   | 13                   | 0                    | 50     | 0      |
| 2005/06         | AC Milán                           | Serie A      | 36     | 0    | -             | -             | -             | LM                   | 12                   | 0                    | 48     | 0      |
| 2006/07         | AC Milán                           | Serie A      | 25     | 0    | IP            | 3             | 0             | LM                   | 13                   | 0                    | 41     | 0      |
| 2007/08         | AC Milán                           | Serie A      | 13     | 0    | -             | -             | -             | LM+ES+MSK            | 4+1+2                | 0+0+0                | 20     | 0      |
| 2008/09         | AC Milán                           | Serie A      | 10     | 0    | IP            | 1             | 0             | UEFA                 | 8                    | 0                    | 19     | 0      |
| 2009/10         | AC Milán                           | Serie A      | 23     | 0    | -             | -             | -             | LM                   | 5                    | 0                    | 28     | 0      |
| 2012            | Associação Portuguesa de Desportos | Série A      | 32     | 0    | -             | -             | -             | -                    | -                    | -                    | 32     | 0      |
| 2013            | Grêmio FBPA                        | CG+Série A   | 9+37   | 0+0  | BP            | 6             | 0             | PO                   | 8                    | 0                    | 60     | 0      |
| 2014            | SC Internacional                   | CG+Série A   | 7+27   | 0+0  | BP            | 5             | 0             | JAP                  | 2                    | 0                    | 41     | 0      |
| 2015            | SC Internacional                   | CG+Série A   | 1+0    | 0+0  | -             | -             | -             | -                    | -                    | -                    | 1      | 0      |
| Celkově         | Celkově                            | Celkově      | 496    | 0    | -             | 46            | 0             | -                    | 181                  | 0                    | 723    | 0      |

## Reprezentační statistika

### Statistika na velkých turnajích
| Reprezentace | Rok  | Zápasy              | Zápasy | Zápasy     | Zápasy           | Zápasy           | Zápasy   |
| Reprezentace | Rok  | Fáze turnaje        | Datum  | Soupeř     | Odehraných minut | Vstřelené branky | Výsledek |
| ------------ | ---- | ------------------- | ------ | ---------- | ---------------- | ---------------- | -------- |
| Brazílie     | 1995 | 1. zápas ve skupině | 7. 7.  | Ekvádor    | 90               | 0                | 1:0      |
| Brazílie     | 1995 | 2. zápas ve skupině | 10. 7. | Peru       | 90               | 0                | 2:0      |
| Brazílie     | 1996 | 1. zápas ve skupině | 12. 1. | Kanada     | 90               | 0                | 4:1      |
| Brazílie     | 1996 | 2. zápas ve skupině | 14. 1. | Honduras   | 90               | 0                | 5:0      |
| Brazílie     | 1996 | Semifinále          | 18. 1. | USA        | 90               | 0                | 1:0      |
| Brazílie     | 1996 | Finále              | 21. 1. | Mexiko     | 90               | 0                | 0:2      |
| Brazílie     | 1998 | Nehrál žádné utkání |        |            |                  |                  |          |
| Brazílie     | 1999 | 1 zápas ve skupině  | 30. 6. | Venezuela  | 90               | 0                | 7:0      |
| Brazílie     | 1999 | 2 zápas ve skupině  | 3. 7.  | Mexiko     | 90               | 0                | 2:1      |
| Brazílie     | 1999 | 3. zápas ve skupině | 6. 7.  | Chile      | 90               | 0                | 1:0      |
| Brazílie     | 1999 | Čtvrtfinále         | 11. 7. | Argentina  | 90               | 0                | 2:1      |
| Brazílie     | 1999 | Semifinále          | 14. 7. | Mexiko     | 15               | 0                | 2:0      |
| Brazílie     | 1999 | Finále              | 18. 7. | Uruguay    | 90               | 0                | 3:0      |
| Brazílie     | 2001 | Nehrál žádné utkání |        |            |                  |                  |          |
| Brazílie     | 2002 | Nehrál žádné utkání |        |            |                  |                  |          |
| Brazílie     | 2006 | 1. zápas ve skupině | 13. 6. | Chorvatsko | 90               | 0                | 1:0      |
| Brazílie     | 2006 | 2. zápas ve skupině | 18. 6. | Austrálie  | 90               | 0                | 2:0      |
| Brazílie     | 2006 | 3. zápas ve skupině | 22. 6. | Japonsko   | 82               | 0                | 4:1      |
| Brazílie     | 2006 | Osmifinále          | 27. 6. | Ghana      | 90               | 0                | 3:0      |
| Brazílie     | 2006 | Čtvrtfinále         | 1. 7.  | Francie    | 90               | 0                | 0:1      |
| Brazílie     | 2007 | Nehrál žádné utkání |        |            |                  |                  |          |

## Úspěchy

### Klubové
- 1× vítěz brazilské ligy (1999)
- 4× vítěz provincie Mineiro (1994, 1996, 1997, 1998)
- 1× vítěz provincie Paulista (1999)
- 1× vítěz provincie Gaúcho (2014)
- 1× vítěz italské ligy (2003/04)
- 1× vítěz italského poháru (2003)
- 2× vítěz brazilského poháru (1996, 2002)
- 1× vítěz italského superpoháru (2004)
- 2× vítěz Ligy mistrů (2002/03, 2006/07)
- 2× vítěz evropského superpoháru (2003, 2007)
- 1× vítěz Pohár osvoboditelů (Copa Libertadores 1997)
- 1× vítěz Recopa Sudamericana (Recopa Sudamericana 1998)
- 2× vítěz mistrovství světa klubů (2000, 2007)
- 1× vítěz Copa de Oro (1995)
- 1× vítěz Supercopa Masters (1995)

### Reprezentační
- 3× na MS (1998 – stříbro, 2002 – zlato, 2006)
- 3× na Jihoamerickém poháru (1995 – stříbro, 1999 – zlato, 2001)
- 1× na MS 20 let (1993 – zlato)
- 1× na OH (1996 – bronz)
- 1× na Zlatý pohár CONCACAF (1996 - zlato)
- 5× na Konfederačním poháru (1997 – zlato, 1999 – stříbro, 2001, 2003, 2005 – zlato)

### Individuální
- 4× Bola de Prata (1993, 1996, 1998, 1999)
- All Stars FIFPro (2005)
- Nejlepší brankář FIFPro (2005)